# (13086) Sauerbruch
(13086) Sauerbruch ist ein Hauptgürtelasteroid, der am 30. April 1992 von Freimut Börngen an der Thüringer Landessternwarte Tautenburg entdeckt wurde.
Der Asteroid gehört zur Dora-Familie, einer Gruppe von Asteroiden, die nach (668) Dora benannt ist.
(13086) Sauerbruch ist nach dem deutschen Arzt und Chirurgen Ernst Ferdinand Sauerbruch (1875–1951) benannt, welcher der Medizin durch innovative Methoden wichtige Impulse gab.
Weitere Bahnparameter sind:
- Länge des aufsteigenden Knotens: 100,0652°
- Argument des Perihels: 180,7328°